# Hochkogel (Ybbstaler Alpen)
Der Hochkogel ist ein 711 m ü. A. hoher Berg nordwestlich von Randegg in Niederösterreich.
Der im Norden der Katastralgemeinde Hochkoglberg befindliche Berg ist ein beliebtes Ziel für Ausflüge, weil er leicht begehbar ist und eine gute Rundumsicht bietet. Von Anfang Mai bis Ende September begegnet Wanderern auf den Almwiesen häufig Jungvieh in Mutter-Kuh-Haltung. Das Panoramastüberl Hochkogel beim Gipfel und das Almhaus Hochkogel in einiger Entfernung verpflegen die Besucher, wobei auch die Zufahrt mit dem Auto möglich ist. Im Westen führt die Landesstraße L6112 über den Pass Hochkogel (610 m ü. A.).
Am 18. August 1900 wurde hier die seitens der Sektion Klein-Erlafthal des Österreichischen Touristenklubs errichtete Kaiser-Franz-Joseph-Jubiläumswarte der Öffentlichkeit übergeben. Die Warte ist heute nicht mehr erhalten.